# Batavia (Nederlands-Indië)

Wapen van Batavia

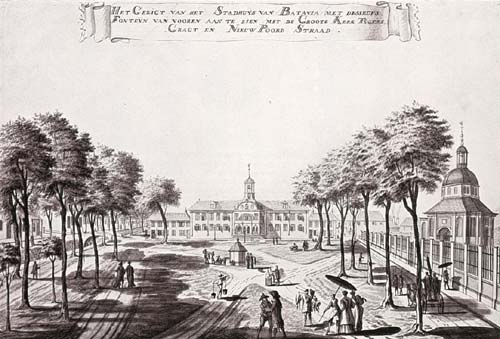
Stadhuis van Batavia, rond 1710 gebouwd, nu het Jakarta Historisch Museum. Tekening door Johannes Rach (1770)

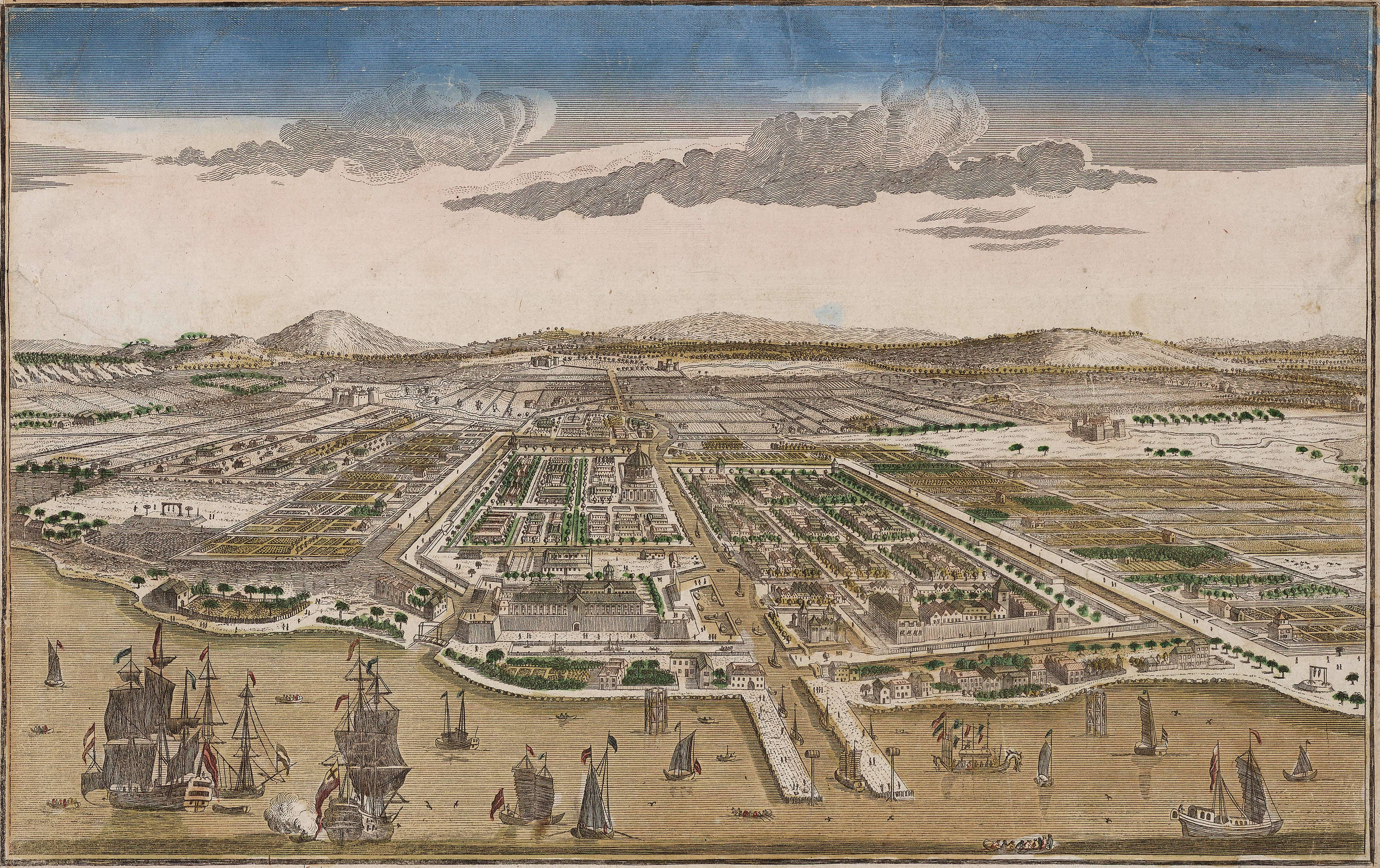
Opticaprent van Batavia in 1780

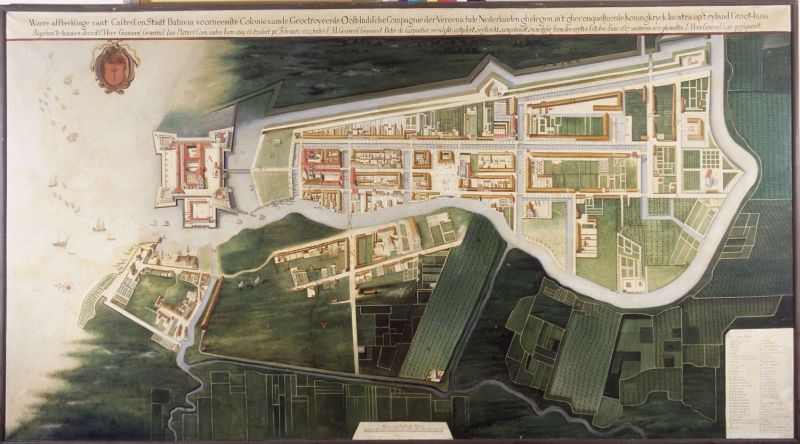
Reproductie van een plattegrond van Batavia uit circa 1627

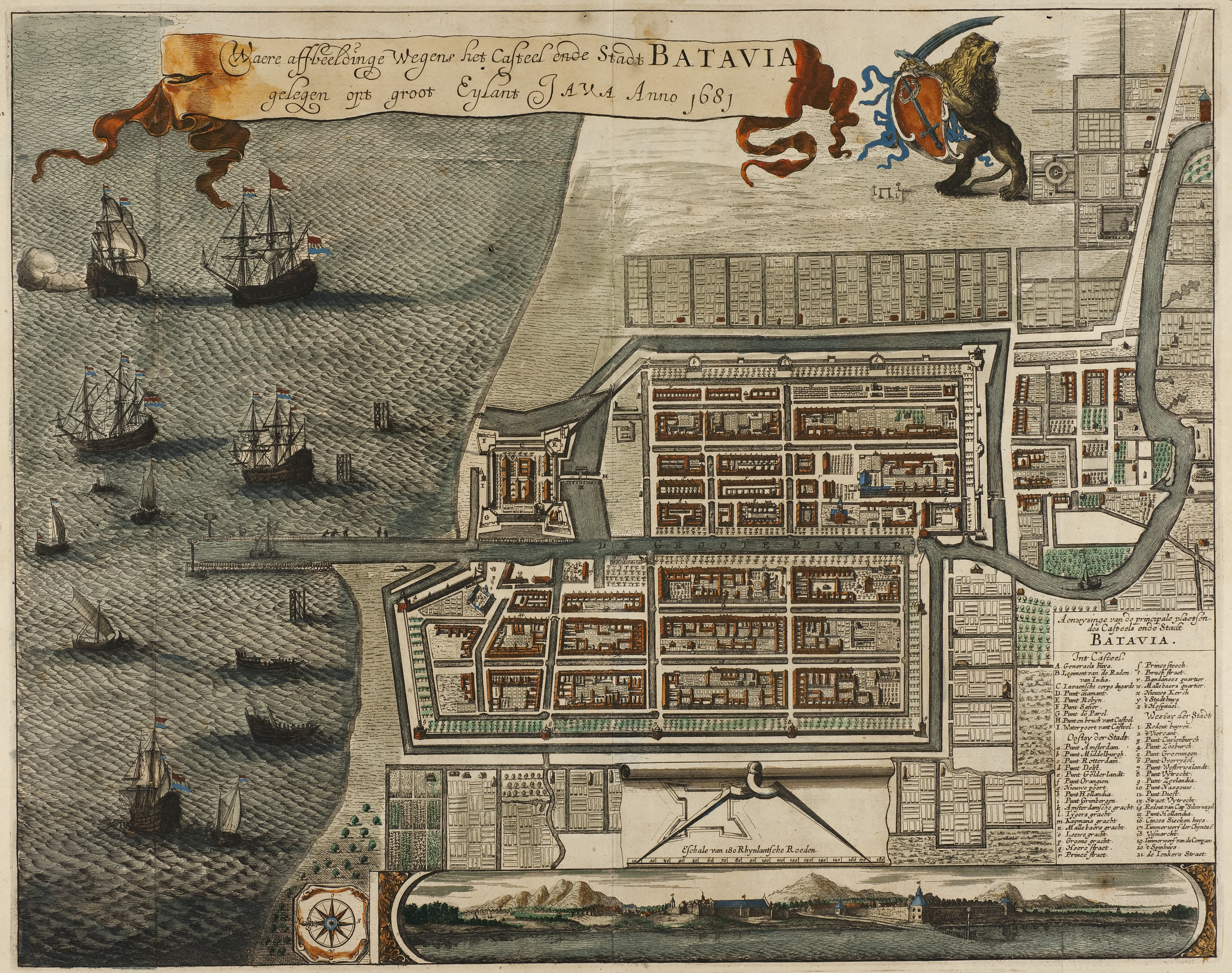
Plattegrond van Batavia uit circa 1681

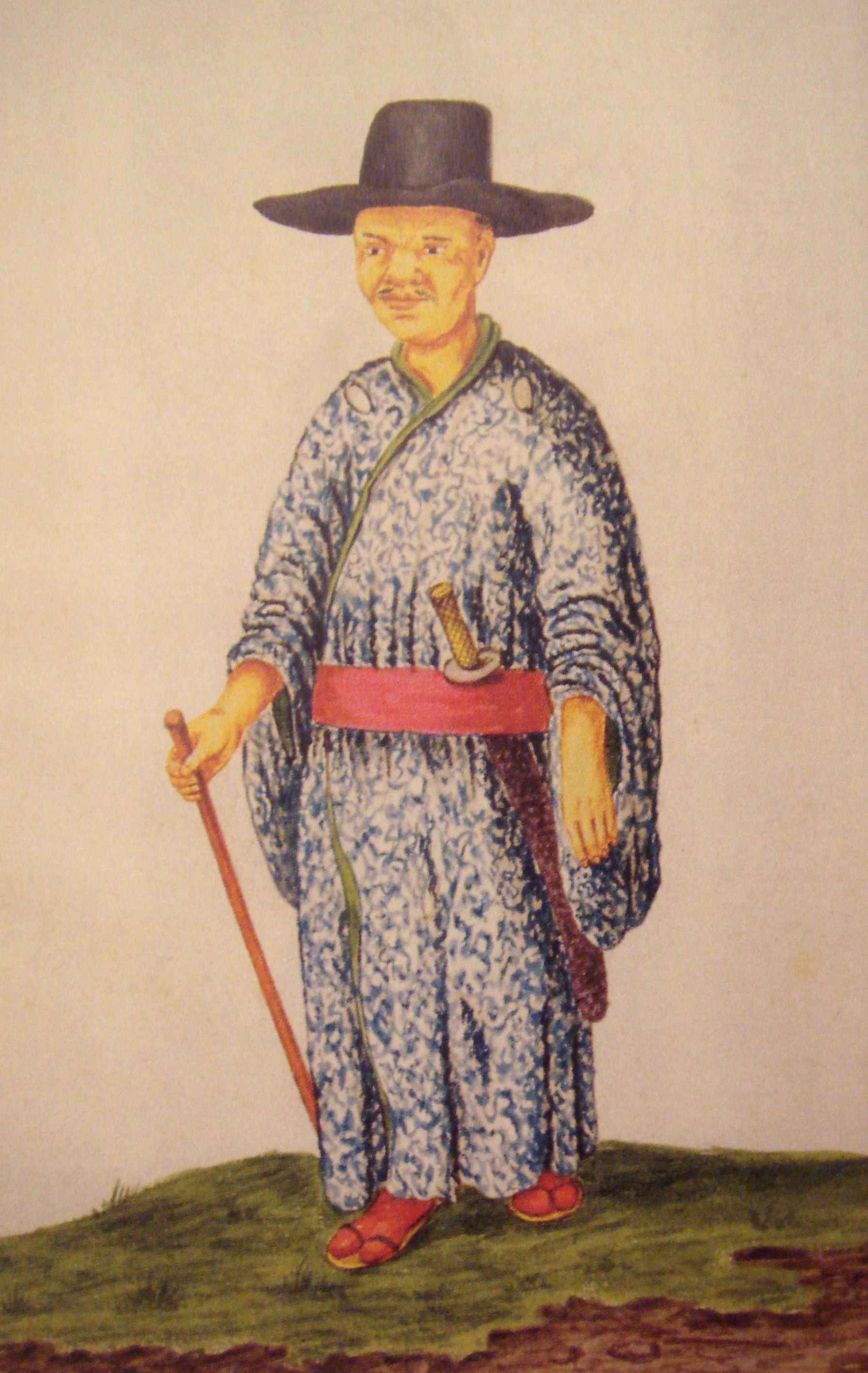
Japanse christen in Batavia door Andries Beeckman.

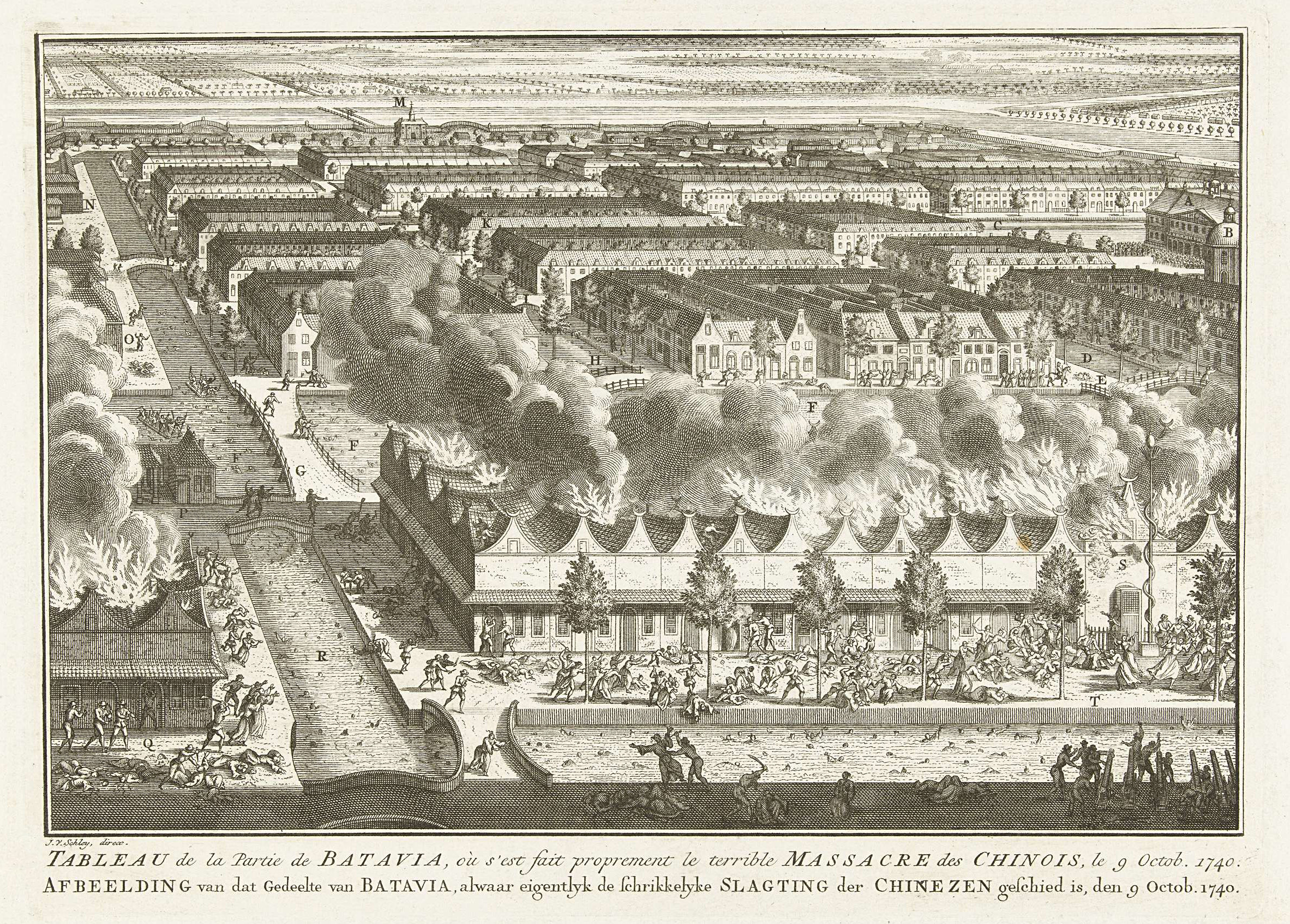
Gravure voorstellende het uitmoorden van de Chinese bevolking van Batavia op 9 oktober 1740.

Batavia was van 1619 tot 1799 het hoofdkwartier van de VOC in Azië en vervolgens, tot de onafhankelijkheid van Indonesië, de hoofdstad van de Nederlandse kolonie Nederlands-Indië. Sinds 1942 is ze bekend onder de naam Jakarta, en sinds 1949 de hoofdstad van de Republiek Indonesië. De stad ligt aan de noordkust van Java, aan een goed beschutte baai, in een vlakke en op sommige plaatsen moerassige omgeving, die doorsneden wordt door kanalen en rivieren.
Batavia bestond uit een oude stad in het laagste en ongezondste gedeelte, en een nieuwe stad, iets hoger gelegen, in moderne stijl. Het was gouverneur-generaal Herman Willem Daendels die aan het begin van de negentiende eeuw het initiatief nam tot de uitbreiding.
Ten tijde van de VOC telde Batavia tot 50.000 inwoners. In de tweede helft van de 19e eeuw groeide Batavia uit tot een stad van ruim 800.000 inwoners. Aan het eind van de Nederlandse koloniale periode werd het aantal van 1 miljoen inwoners bereikt. In 1905 telde de stad 9.000 Europeanen, inclusief de met hen juridisch gelijkgestelde "Indo-Europeanen". De Europeanen en de mestiezen vormden toen een procent van de totale bevolking. Als "gewest" telde Batavia dat jaar 2,1 miljoen inwoners, waaronder 14.000 Europeanen, 93.000 Chinezen en 2.800 Arabieren.
Batavia had in het verleden twee bijnamen: "Het kerkhof der Europeanen", vanwege de hoge sterftekans voor met name nieuwkomers in het VOC-tijdperk en in de 19e eeuw "Koningin van het Oosten" door de stedenbouwkundige schoonheid.

## Geschiedenis
De stad ontstond als havenplaats ten tijde van het hindoeïstische koninkrijk Soenda (Pajajaran) in de 14e eeuw en heette oorspronkelijk Sunda Kelapa. De stad werd op 22 juni 1527 door Fatahillah van het sultanaat Demak veroverd, wat beschouwd wordt als de officiële stichtingsdatum van de stad. Hij hernoemde de stad Jayakarta, ook geschreven als Djajakarta of Jacatra, dat 'glorieuze overwinning' betekent.
In november 1610 sloot VOC-opperkoopman Jacques l'Hermite een verdrag met de van het sultanaat Bantam afhankelijke regent prins Jayawikarta, die vanwege zijn jonge leeftijd vervangen werd door de listige pangeran Aria Ranamanggala. De eerste gouverneur-generaal in Indië, Pieter Both, kreeg in 1611 geen toestemming voor het bouwen van een fort, maar wel voor een factorij die in de Chinese wijk gebouwd werd op de oever van de rivier de Tjiliwoeng (Ciliwung). In 1614 werd Jan Pieterszoon Coen benoemd tot directeur over alle factorijen. Coen besloot in augustus 1618 tot versterking van de handelspost, nadat hij tot gouverneur-generaal was benoemd. Een tweede reden was de concurrentie en de oudere rechten van de Chinezen uit Fujian in Bantam. In november begon hij zonder toestemming met de uitbreiding van Fort Jacatra. Om de zaak in evenwicht te houden, kregen ook de Engelsen toestemming een handelspost te versterken.  Daarop werd op 24 december de Engelse handelspost verwoest. Op 2 januari 1619 kwam het tot een treffen voor de Javaanse kust met de Engelsen onder sir Thomas Dale, die onbeslist bleef. Coen zeilde vervolgens in het geheim naar de Molukken om hulp te halen bij Herman van Speult en Adriaen Maertensz. Block.

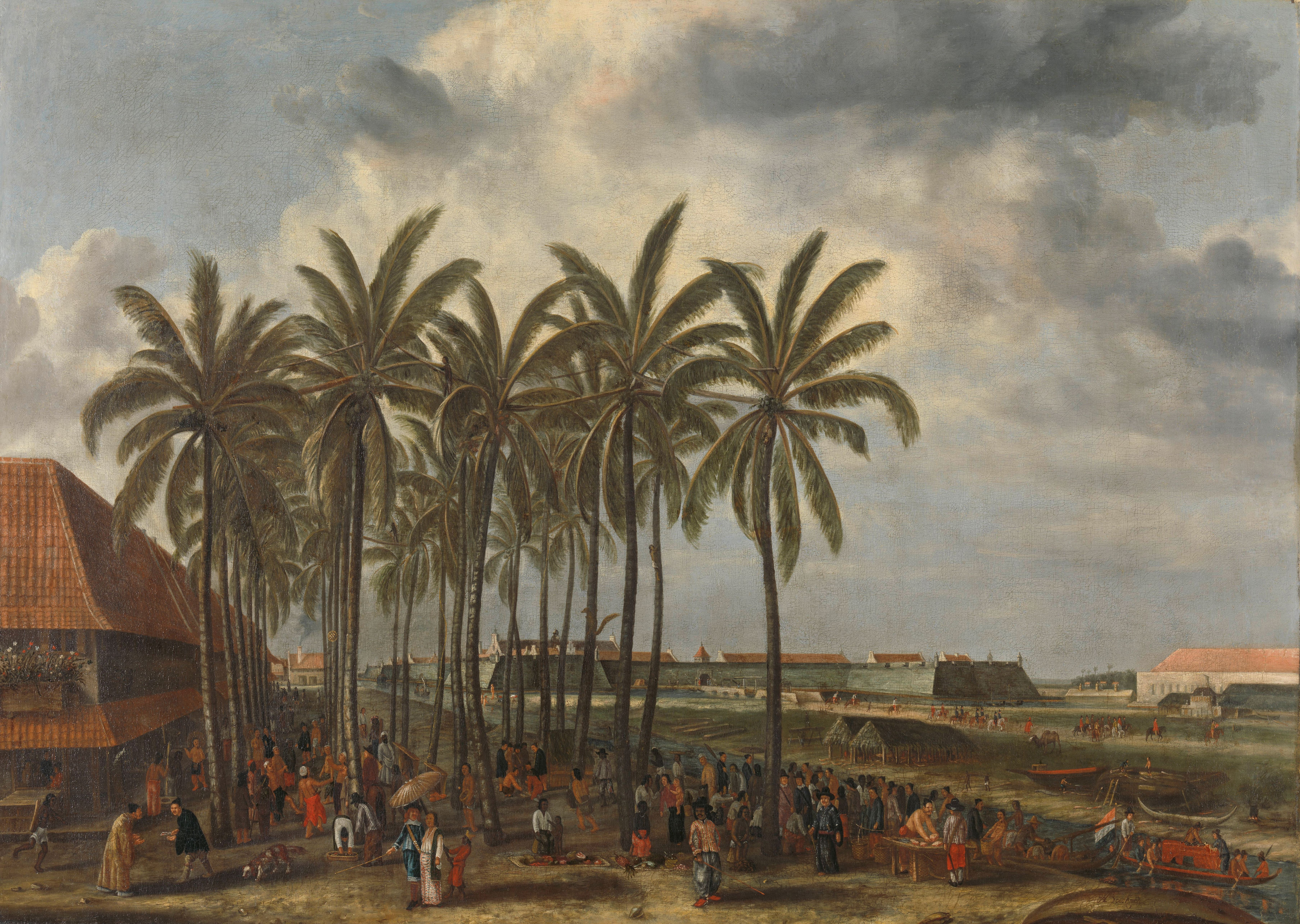
Het kasteel van Batavia, gezien vanaf West Kali Besar. (Andries Beeckman, circa 1656-58)

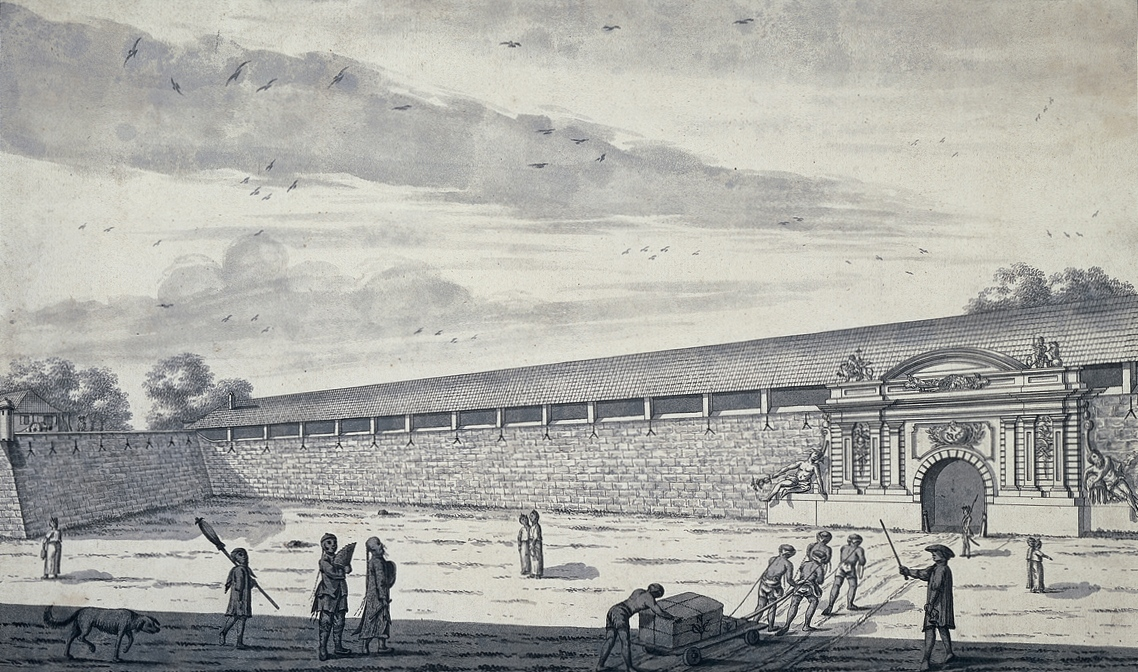
Het binnenplein van het kasteel door Johannes Rach in 1767.

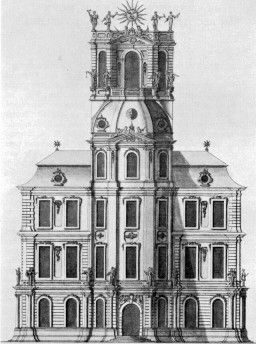
Het observatorium van Johan Maurits Mohr in Batavia

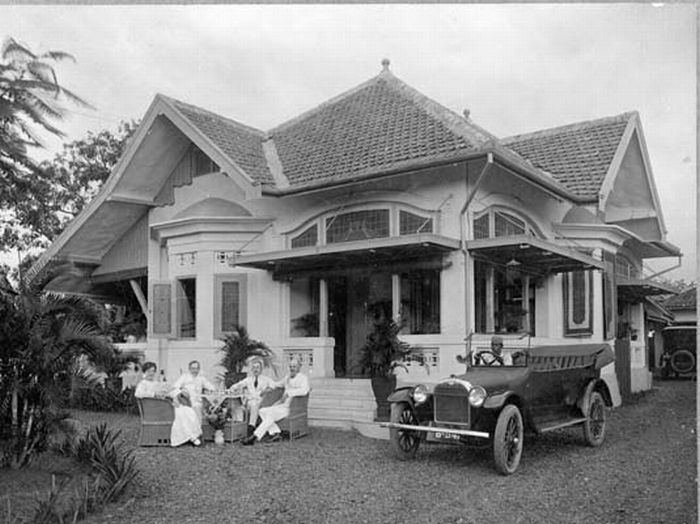
Theedrinkende Europeanen voor een woonhuis in Batavia met naast hen de auto met chauffeur (interbellum)

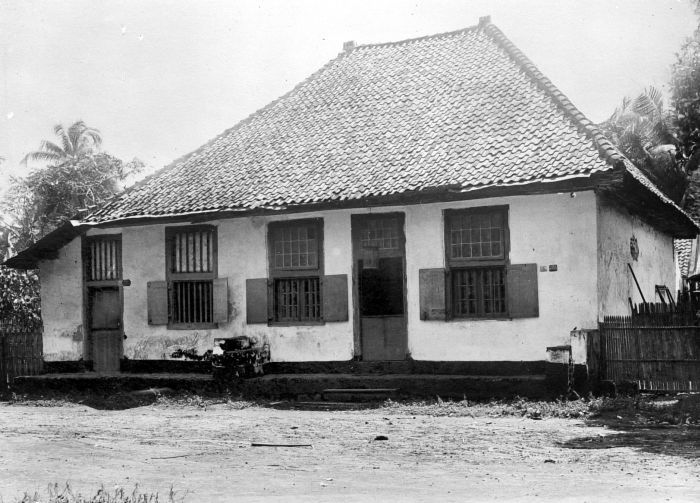
Oud hollands huisje, Batavia.

Ondertussen werd in Batavia dag en nacht gewerkt aan het fort onder leiding van Pieter van den Broecke.  Deze werd door de Javanen in gijzeling genomen en capituleerde op 1 februari 1619. Vervolgens sloot hij een verdrag met de Engelsen en de sultan. Er ontstond een impasse die op 30 mei 1619 doorbroken werd door Coen, die met zeventien schepen arriveerde. Dezelfde dag nog werden de Bantammers met harde hand verjaagd en alle vijftien Engelse schepen vertrokken. Jacatra werd afgebrand en de bevolking verdreven. Er was nauwelijks enige tegenstand. De prins trok zich terug in het binnenland en Coen haalde na een blokkade van de haven de banden aan met Bantam. Zo werd de VOC heerser over het hele gewest.
Het fort was al op 12 maart door de bevelhebber Pieter van Raay tot Batavia gedoopt, vernoemd naar de Bataven. Niettemin wilde Coen de nederzetting Nieu-Hoorn noemen (naar zijn geboorteplaats Hoorn), maar hij kreeg geen toestemming van de Heren XVII, de bewindhebbers van de VOC. Reden was de voortdurende wrijving tussen de Hollandse en Zeeuwse VOC-Kamers en Hoorn was natuurlijk een duidelijk Hollandse naam.
Aan de oostzijde van de rivier de Ciliwung werd het Kasteel van Batavia gebouwd, een vierkant kasteel met op de vier hoeken grote uitspringende bastions. Al vanaf de stichting in 1619 waren Javanen onwelkom, want ze zouden opnieuw in opstand kunnen komen. Coen liet Willem IJsbrantsz. Bontekoe duizend Chinezen uit Macau ontvoeren en overbrengen naar Batavia. Slechts enkele tientallen overleefden de tocht. In 1621 werden achthonderd Bandanezen, de enige overlevenden van de 15.000 inwoners, gedeporteerd naar Batavia; ongeveer zeshonderd kwamen levend aan.
Na een Javaanse belegering in augustus 1628 ontstond een vesting volgens de toentertijd geldende denkbeelden die vooral verspreid werden door Simon Stevin. Jacques Specx bouwde Batavia verder uit; de zogenaamde Oosterstad omgeven door een stadsgracht. Rond 1646 werd een typisch Nederlands grachtenstelsel aangelegd met vier kanalen; de rivier de Ciliwung werd gekanaliseerd. Uit angst voor een opstand werden de stadsmuren dusdanig gebouwd dat vanaf deze bolwerken ook de straten binnen de stad bestreken konden worden.
In 1656 moesten alle Javanen, als gevolg van vijandelijkheden met Bantam, zich buiten de muren vestigen. In 1659 werd tijdelijk vrede gesloten met Bantam en kon de stad groeien. Er verschenen steeds meer buitenhuizen en priëlen. Vanaf 1667 werden bamboehuizen binnen de stad verboden, alsmede het houden van vee. Omdat de stad veel mensen aantrok, ontstonden er diverse voorsteden buiten de stadsmuren.
Het buitengebied bleef nog lang onveilig voor niet-inheemsen. Pas toen in 1684 opnieuw vrede werd gesloten met Bantam kwam de ontginning van de Preanger (Ommelanden) goed op gang. Langzamerhand werd de grond rond Batavia in cultuur gebracht. Naast de vestiging van vele buitenhuizen kwam ook de landbouw op gang. Met name de Chinezen maakten een aanvang met de verbouw van suikerriet, waarvan suiker en arak werden gemaakt.

### Nederlands-Indië
Toen Herman Willem Daendels benoemd was tot nieuwe gouverneur-generaal en in 1808 in Nederlands-Indië arriveerde, was een van zijn opdrachten het verbeteren van de gezondheidssituatie van Batavia.
Door grootscheepse houtkap, onder andere voor de raffinage van suiker, ontstond veel erosie in het gebied buiten Batavia. Daardoor slibden de grachten in de binnenstad snel dicht. Ondanks baggerwerkzaamheden werden de stadsgrachten stinkende modderpoelen en de visvijvers voor de kust een broedplaats voor de malariamug. In de achttiende eeuw werd Batavia steeds vaker getroffen door epidemieën en diegenen die het zich konden permitteren, verhuisden naar hoger gelegen delen. Er had zich inmiddels, op enige afstand ten zuiden van de oude stad, een nieuw centrum gevormd; een villawijk genaamd Weltevreden.
Daendels begon een prestigieus project met het stichten van een satellietstad van Batavia in Weltevreden. Alle overheidsgebouwen, militaire en recreatieve faciliteiten en huizen voor Europeanen moesten verplaatst worden van het oude centrum, de benedenstad, naar het nieuwe centrum, de bovenstad. Bebouwing werd ontwikkeld rond twee grote pleinen, het Waterlooplein (Lapangan Banteng) en het Koningsplein (Medan Merdeka). Ten oosten van wat later het Waterlooplein zou worden verrees het kolossale Gouvernements Hôtel. Nabij hetzelfde plein kwam de schouwburg, nu de Gedung Kesenian. De sociëteit Harmonie, gesloopt in 1985, kwam ten noorden van het Koningsplein. Ook ten noorden van het plein werd het Paleis Rijswijk aangekocht dat sinds 1820 dienstdeed als residentie van de gouverneur-generaal. Vanaf 1875 werd die plaats overgenomen door het daarachter gebouwde Paleis te Koningsplein, nu Merdeka-paleis. Nu is dit het paleis van de president van de Republiek Indonesië. Ten westen van het plein kwam het gebouw van de Bataviaasch Genootschap van Kunsten en Wetenschappen, wat nu het Museum Nasional is. In het oosten stond de Willemskerk, dat wel het fraaiste gebouw van heel Nederlands-Indië werd genoemd, en vooral ten zuiden van het plein verrezen woonhuizen.

## Bevolking
Batavia was gesticht om te fungeren als stapelmarkt en bestuurlijk centrum. Een vestigingskolonie was niet het doel van de VOC. 
Coen wilde een handelskolonie in de vorm van een stad met trouwe en nijvere inwoners die zorgden voor de productie en aanvoer van levensmiddelen en die bij de verdediging konden worden ingezet. De migratie van Nederlandse gezinnen wilde echter niet lukken. Er ontstond een gemengde samenleving. Nederlandse mannen kregen kinderen van Aziatische vrouwen. Hun kinderen werden mestiezen genoemd, wat later bekend werd als Indo-Europeanen (Indische Nederlanders)
Omdat de VOC alle handel in handen wilde hebben werd Batavia onaantrekkelijk gemaakt als vestigingsplaats voor met name personen die buiten de VOC om grootschalig zaken wilden doen. Het merendeel van de bewoners was van Aziatische afkomst. Uit India en Arakan (Birma) werden vele duizenden slaven aangevoerd. Later kwamen slaven ook van Bali en Celebes. Om opstanden te voorkomen mochten geen Javanen als slaaf aangekocht worden. Door Chinezen naar Batavia te lokken, soms onder dwang, ontstond er een grote Chinese bevolkingsgroep die bestond uit kooplieden en arbeiders. Deze groep was zeer bepalend voor de ontwikkeling van de stad. De lokale Chinese gemeenschap had een vorm van zelfbestuur onder de leiding van een kapitan Cina. De eerste daarvan werd in 1620 door Coen benoemd. Het instituut zou ruim driehonderd jaar bestaan.
Een andere belangrijke groep waren de Mardijkers. Portugees sprekende Aziaten, die na door de Portugezen als slaven gebruikt te zijn, tot het christendom waren bekeerd en vrijgelaten. Zij waren door de VOC krijgsgevangen genomen in de strijd om de macht met de Portugezen. Lange tijd, tot in de late achttiende eeuw, zou het Portugees van de Mardijkers de dominerende taal in de stad zijn, meer gebruikt dan Maleis of Nederlands. Daarnaast woonden in Batavia mensen uit alle delen van de archipel, alsmede handelsgemeenschappen van Indiase moslims, Hindoes en Maleiers.
Aanvankelijk leefden alle etniciteiten door elkaar heen. Al snel ontstonden er echter buurten met bevolkingsgroepen van dezelfde afkomst. In 1688 werd de volledige segregatie van de inheemse bevolking een feit. Iedere groep moest zich apart in de Ommelanden in kampongs vestigen onder eigen hoofdmannen. Alle inwoners kregen een loodje of tjap, een loden identiteitsplaatje dat gemerkt was met het teken van de betreffende bevolkingsgroep. Er mocht niet zonder toestemming buiten de eigen bevolkingsgroep worden getrouwd.
Chinezen hadden iets meer rechten en woonden deels wel in de stad, maar toen door de suikercrisis bijna alle Chinese landarbeiders ontslagen werden en het plan werd opgevat om hen met de beruchte slavenschepen naar Ceylon te deporteren, verzetten ze zich hevig. Chinese knokploegen maakten de ommelanden onveilig en in 1740 deden zij een aanval op de stad. Toen de Nederlanders bij enkele Chinezen in de stad wapens vonden, werden grootschalige huiszoekingen gehouden die via plunderen en brandstichting resulteerden in de dood van ongeveer tienduizend weerloze Chinezen. Deze episode in de geschiedenis van de stad is bekend gebleven als de Chinezenmoord. De overgebleven Chinezen betrokken een eigen kampong ten zuiden van de stad, later mochten zij ook weer in de stad komen wonen.

## Stadshuizen en landhuizen
Batavia leek in vele opzichten op een Nederlandse stad. Wel waren de huizen aan de Indische omstandigheden aangepast. Zo waren er overhangende dakranden als bescherming tegen de zon en bijgebouwen om de slaven te huisvesten. De rijken lieten grote buitenverblijven bouwen. Eerst in Nederlandse stijl, maar later meer in een Indische of Javaanse stijl.

## Vrouwen van Batavia
Er waren weinig Nederlandse vrouwen in Batavia. Mannen hadden daarom vaak omgang met Aziatische vrouwen zonder met hen te trouwen, omdat ze dan niet meer terug konden naar de Republiek. Hierdoor ontstond een mengcultuur in Batavia (mestizocultuur).
Zonen mochten vaak in Europa studeren. Dochters moesten blijven; zij trouwden vaak al op zeer jonge leeftijd met VOC-dienaren. Omdat de vrouwen altijd in Batavia bleven, waren zij de spil in het sociale netwerk. Zij waren gewend om te gaan met slaven en slavinnen en spraken ook hun taal, veelal Portugees of Maleis. Als de mannen hun wettige echtgenote over lieten komen uit Nederland, werden deze bijvrouwen verstoten. Vaak moesten zij afstand doen van hun kinderen. Deze vrouwen werden 'njai' of 'snaar' genoemd.

## Pracht en praal
Er was sprake van een hoge mate van pronkzucht van de Bataafse bovenklasse. Op aandringen van de Heeren XVII kwamen, in navolging van de Nederlandse republiek, ook in Batavia weeldewetten tot stand die het weeldevertoon binnen de perken moesten houden. De leiding in Batavia trok zich niet veel aan van deze wetten. In 1754 ten slotte werd deze zaak door gouverneur-generaal Jacob Mossel streng aangepakt. Voor elke rang werd voorgeschreven wat het uiterlijk vertoon mocht zijn. De grootte van het rijtuig, aantal paarden ervoor, de juwelen, borduursels van de kleding en dergelijke; alles werd officieel vastgelegd. Onder invloed van de gelijkheidsidealen van de Bataafse Republiek werden deze voorschriften in 1795 afgeschaft.

## Slaven
Nederlandse en mestizovrouwen hadden de gewoonte zich op straat te laten volgen door een groot aantal mooi uitgedoste slaven. Ook hierin werden door gouverneur Mossel drastische beperkingen aangebracht.
In de achttiende eeuw bestond meer dan 60% van de bevolking uit slaven. Ze hadden meestal huishoudelijke taken. Slaven waren juridisch gezien geen subject maar object. Er waren wel wetten die hen beschermden tegen een al te wreed optreden van hun meesters, maar deze werden niet altijd nageleefd. Christelijke slaven kregen na de dood van hun meester soms hun vrijheid terug. Sommige slaven kregen van hun eigenaar de gelegenheid zichzelf vrij te kopen door arbeid of handel. De meeste slaven bleven echter hun levenlang afhankelijk van hun meester of meesteres.
Er vluchtten regelmatig slaven naar de ommelanden van de stad waar ze zich vaak aansloten bij rondtrekkende bendes.

## De Moderne Tijd (1880-1942)

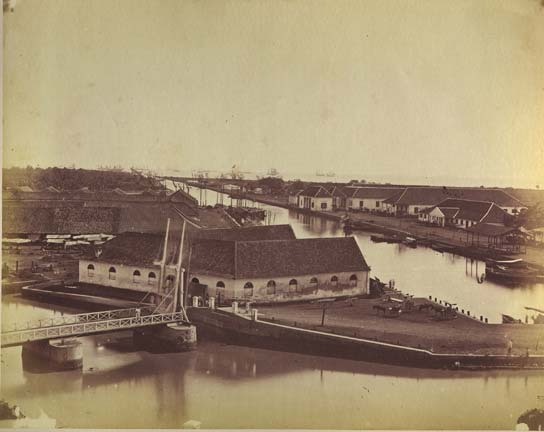
Havenkanaal van Batavia, circa 1870.

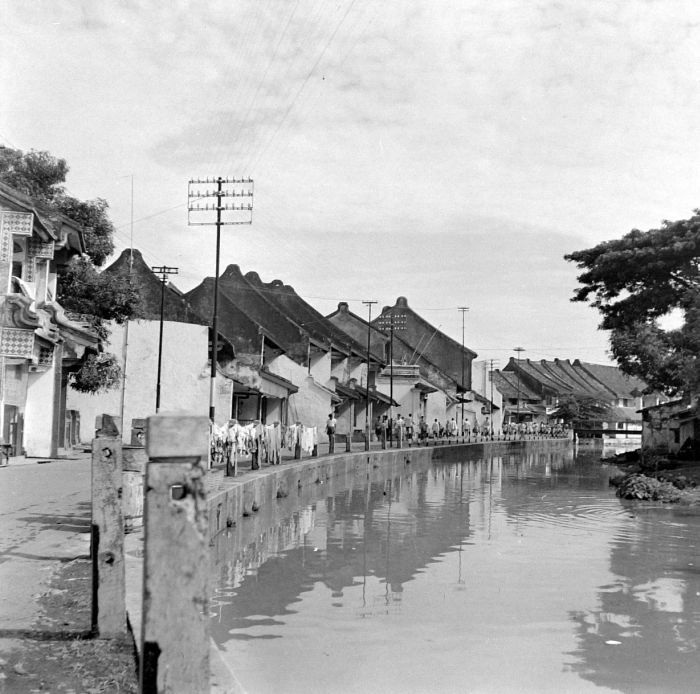
Kanaal (Pantjoran Kota) Djakarta

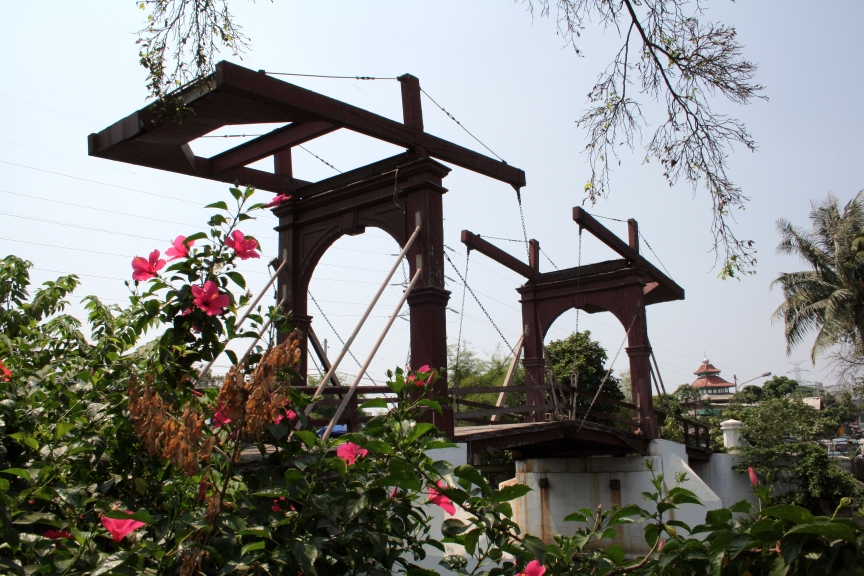
Hoenderpasarbrug

Batavia heeft net zoveel ontwikkelingen doorgemaakt als de Nederlandse steden. Toen aan het eind van de negentiende eeuw de technische vooruitgang met stoomboten en een verkorte route door het Suezkanaal Indië dichterbij bracht, de wereldbehoefte aan grondstoffen sterk steeg én het monopolie van de Nederlandsche Handel-Maatschappij als opvolger van de Vereenigde Oostindische Compagnie werd opgeheven, veranderde de stad sterk. Dankzij de aanleg van een grote haven in Tandjong Priok, werd Batavia de economische motor van de kolonie. De stad kreeg haar eerste spoorlijn in 1873 (naar Buitenzorg) en in 1899 een elektrische tram. Met vier maanden voorsprong op de Nederlandse tramlijn Haarlem-Zandvoort, was deze de eerste door een bovenleiding gevoede tram in het hele koninkrijk der Nederlanden.In 1934 had de Tram van Batavia zijn grootste omvang en bestond uit de lijnen 1-5. Nog datzelfde jaar werd een eerste lijngedeelte weer opgeheven en de laatste tram reed uiteindelijk in 1962.
Scholen, ziekenhuizen, fabrieken, kantoren van handelsfirma's en postkantoren werden rond 1900 overal in de stad gesticht. Gelijke tred hield de binnenkomst van Nederlanders, de zogenaamde totoks, waardoor de samenleving steeds meer op die van een Nederlandse stad ging lijken. Vooral in de jaren 1920-1940 ging het hard, de bevolking nam fors toe, ook door de toestroom vanaf het platteland. Nieuwe wijken voor de armere Indonesiërs werden aangelegd, alsmede villawijken als Menteng en Gondangdia. Vlak voor de Tweede Wereldoorlog woonden er inmiddels ongeveer 50.000 Europeanen. Het oude Batavia met zijn grachten en vestingmuren, dat eerder verlaten was voor het gezondere Weltevreden, beleefde een nieuwe opbloei toen de handelsfirma's er terugkeerden.

De snelle opkomst van de auto, veel sneller dan in Nederland, zorgde ervoor dat de wegen geasfalteerd werden, waardoor de straten niet meer stoffig en modderig waren. In een zeer korte periode veranderde de stad van uiterlijk, waarbij de VOC-werf, de VOC-pakhuizen, de herenhuizen en het oude stadhuis in stand bleven.

## Burgemeesters
Sinds instelling van het ambt in 1916:
- Mr. Gerardus Johannes Bisschop (1916-1920)
- Prof. Ir. Hendrik van Breen (1920, waarnemend)
- Mr. Arnold Meijroos (1920-1933)
- Ir. Eugène Antoine Voorneman (1933-1942)
- Drs. Archibald Theodoor Bogaardt (1945-1947, waarnemend in 1941)

## Republiek Indonesië
Hoewel Batavia niet meer wordt gebruikt als de naam voor de hoofdstad van Indonesië, leeft Batavia in Indonesië voort als Betawi, een verbastering die de lokale uitspraak van Batavia weergeeft en gebezigd wordt om de oorspronkelijke bevolking en zijn taal aan te duiden. Daarnaast wordt de naam Batavia nog steeds gebruikt in bijvoorbeeld de benaming van Batavia Air, Café Batavia en Hotel Batavia.

## Video's
- Bioscoopjournaal uit 1947. Blanke badgasten ontspannen zich op een tropisch strand met palmen bij Batavia. Indische handelaar verkoopt ijs.
- Bioscoopjournaal uit 1946 met beelden van Batavia en een markt aldaar.
- Bioscoopjournaal uit 1946. In Nederlands-Indië komt na het einde van de oorlog het normale leven steeds meer op gang. In de volkswijk Tanah Abang, aan de rand van Batavia, wordt een markt gehouden.